# Tel Šikmona

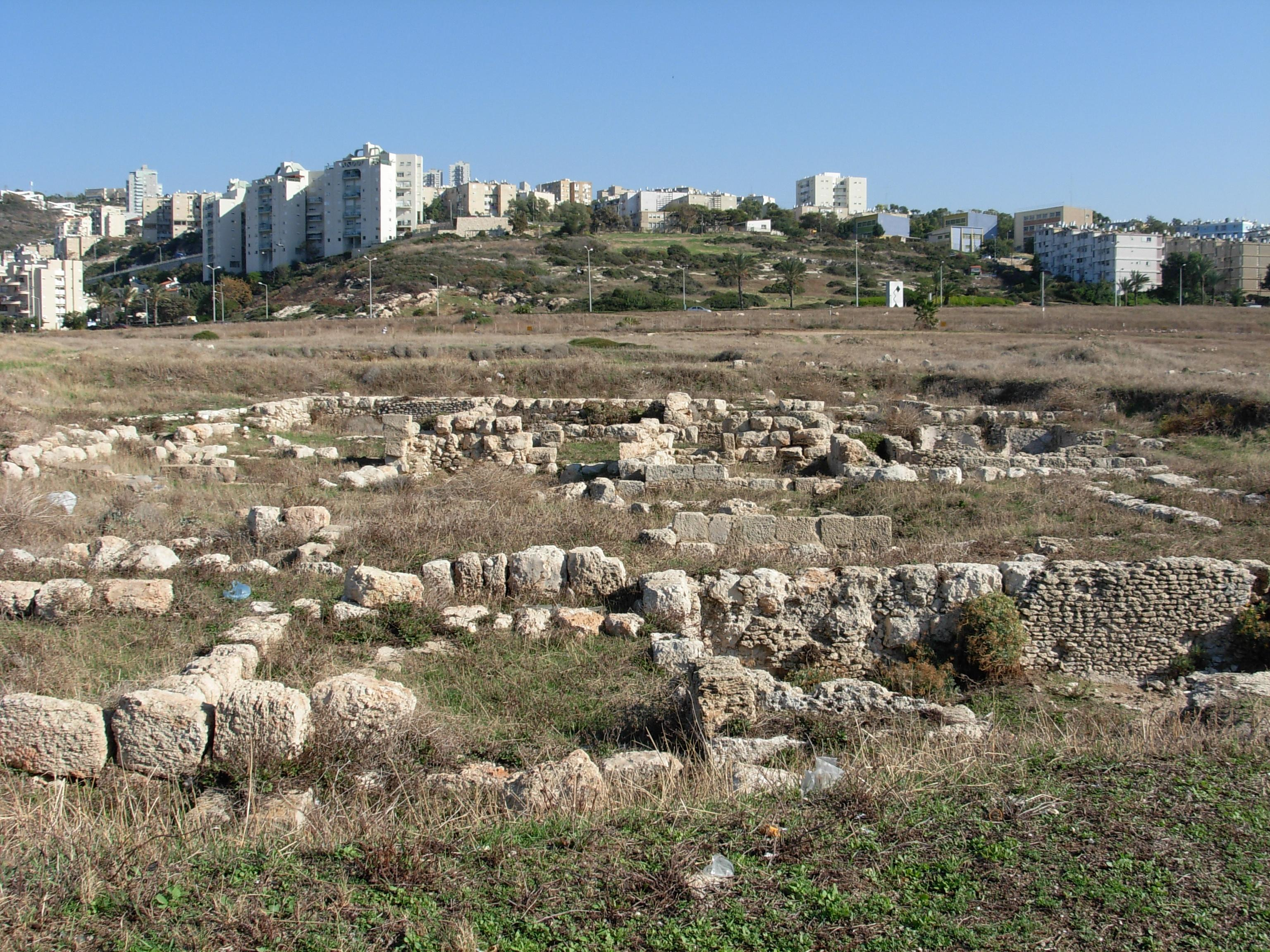
Tel Šikmona

Tel Šikmona (hebrejsky תל שִׁקְמוֹנָה, arabsky Tell es-Semaq) je starověký tel na pobřeží na západním okraji izraelského města Haifa, poblíž čtvrtí Kirjat Šprincak a Ejn ha-Jam.
Archeologické vykopávky, které zde probíhaly od r. 1963, odkryly zbytky města, jehož první sídlení vrstva je z období 14. - 11. století př. n. l. Bylo s přestávkami osídleno do byzantského období. Z této doby tu byly objeveny zbytky kostela s podlahovou mozailkou.
Dnes se vedle telu nachází Izraelský národní institut oceánografie.